# 李雁军
李雁军（1963年6月—），男，河北藁城人，中华人民共和国外交官，曾任中华人民共和国驻扎门乌德总领事。

## 生平
1985年，任中国人民解放军总参谋部翻译。1995年，进入中华人民共和国外交部工作，先后在外交部亚洲司、驻蒙古大使馆、外交部办公厅任职。2015年，任驻蒙古大使馆参赞。2020年4月，出任中华人民共和国驻扎门乌德总领事。2024年2月，自驻扎门乌德总领事离任。

## 家庭
已婚，有一子。